# Actinodaphne ferruginea
Actinodaphne ferruginea är en lagerväxtart som beskrevs av H. Liou. Actinodaphne ferruginea ingår i släktet Actinodaphne och familjen lagerväxter. Inga underarter finns listade i Catalogue of Life.